# Billingstjärnarna (Lits socken, Jämtland)
Billingstjärnarna är en sjö i Östersunds kommun i Jämtland och ingår i Indalsälvens huvudavrinningsområde.